# Balestrand
Balestrand var en kommune i det tidligere Sogn og Fjordane fylke i Norge. Den ligger nord for den centrale del af Sognefjorden. Den 1. januar 2020 blev kommunerne Balestrand, Leikanger og Sogndal lagt sammen under navnet Sogndal. Den tidligere kommune grænsede i syd til Vik (syd for Sognefjorden) og i vest til Høyanger og Gaular.

## Tusenårssted
Kommunens tusenårssted er Balehaugen, hvor der en gang fandtes en intakt vikingegrav og hvor statuen af kong Bele er placeret. Balehaugen er også kommunens festplads.

## Offentlige tilbud
I Balestrand er der en biograf , Friberg Kino. Skolerne i kommunen hedder Sagatun (centrum), Nesse (Nessane) og Fjordtun. Kirkerne hedder Tjugum (Dragsvik), Engelske Kirke (centrum) og Sæle kirke (Sæle). Fra Balestrand kan man om sommeren tage med hurtigbåd til Bergen m.m.